# Дионисий Папавасилиу
Дионисий (на гръцки: Διονύσιος) е гръцки духовник, кютахийски епископ на Вселенската патриаршия от 2022 година.

## Биография
Роден е в македонския град Драма, Гърция, в 1972 година със светското име Константинос Папавасилиу (Κωνσταντίνος Παπαβασιλείου). Завършва Богословския факултет на Солунския университет, след което завършва следдипломно обучение в Италия. Замонашва се в манастира „Света Теодора“ в Солун. Ръкоположен е за дякон и презвитер от митрополит Пантелеймон Солунски. Служи като ефимерий в Солун и в Болоня, Италия в периода от 1999 до 2022 година.
На 6 декември 2022 година в катедралната църква „Свети Георги“ във Венеция е ръкоположен за титулярен епископ на Кютахия (Котиео), викарен епископ на Италианската митрополия. Ръкополагането е извършено от митрополит Поликарп Италиански в съслужение с митрополитите Нектарий Корфуски от Църквата на Гърция, Максим Швейцарски и Атанасий Сисанийски и Сятищки.